# Progrés Municipal
Progrés Municipal de Catalunya (Progreso Municipal de Cataluña) (PM) fue una plataforma política que agrupa candidaturas de ámbito municipal, formadas por grupos locales independientes afines ideológicamente al Partido de los Socialistas de Cataluña (PSC). De este modo, el PSC puede presentar candidaturas afines en municipios donde no tiene agrupación local, sumando votos de cara a la elección de los diputados provinciales y los consejeros comarcales. Por este motivo se les considera una marca blanca del PSC. Fue sustituida en las elecciones municipales de 2015 por la marca Candidatura de Progrés.

## Elecciones municipales de 2007
En las elecciones municipales de 2007 el PSC se presentó en coalición con PM, bajo la denominación Partit dels Socialistes de Catalunya-Progrés Municipal y consiguió 2.569 concejales en las 775 listas que presentó. Convergencia y Unió presentó un recurso de amparo electoral ante el Tribunal Constitucional por considerar PM como un "partido instrumental" del PSC. El recurso fue desestimado.

## Elecciones municipales de 2011
En las elecciones municipales de 2011 el PSC alcanzó acuerdos en más de doscientos municipios catalanes para que grupos locales se presentaran bajo el paraguas de Progrés Municipal. En total, la coalición presentó 735 candidaturas en Cataluña, la mitad bajo la marca PM más otra denominación local y en el resto de candidaturas con las siglas PSC-PM.
En estas elecciones la coalición sufrió un importante retroceso tanto en número de concejales como de votos. Pese a ello, las listas de independientes de Progrés Municipal obtuvieron la alcaldía en múltiples municipios como Vilanova del Camí, Santa Margarita de Montbuy, Hostalets de Pierola, Vallbona, Castellolí, Copons, Veciana, Calonge de Segarra, Madremaña entre otros.